# Paraíso do Sul
Paraíso do Sul este un oraș în Rio Grande do Sul (RS), Brazilia.